# Giuseppe De Leva
Giuseppe De Leva (Zara, 18 aprile 1821 – Padova, 29 novembre 1895) è stato uno storico italiano.

## Biografia
Di nobile famiglia originaria di Padova, nacque a Zara da Cesare e da Angela Nachich-Woinowich. La lontana discendenza con Antonio de Leyva, grande di Spagna e condottiero di Carlo V, suggerì al giovane Giuseppe il concetto di quell'opera, alla quale dedicò la sua vita tutt'intera.
Frequentò le università di Padova e di Vienna. Superato prima l'esame in filosofia, ottenne poi la laurea in giurisprudenza nel 1850. Le sue prime pubblicazioni furono di argomento filosofico; il 26 aprile 1848 fu nominato assistente di Baldassarre Poli, professore di filosofia presso l'Università di Padova, posto che occupò per tre anni.
Più tardi, quando la sua attenzione si diresse particolarmente alla storia, egli divenne assistente dell'abate Lodovico Menin, che insegnava storia universale e storia austriaca in quella università. Il De Leva assunse quell'ufficio alla fine del 1852. Nell'ottobre del 1853 fu nominato professore al ginnasio-liceale di Padova. Ritornò all'università nell'ottobre del 1855, quale professore ordinario di storia universale. Succeduto al governo austriaco il governo italiano, egli divenne ordinario di storia moderna e incaricato di storia antica.
Fu per due volte eletto rettore dell'ateneo patavino, nel 1867-1868 e nel 1882-1885.
Tra il 1882 e il 1884 divenne presidente dell'Istituto veneto di scienze, lettere ed arti.

### Opera su Carlo V
Nel 1863 pubblicò a Padova il primo volume della sua Storia documentata di Carlo V in correlazione all'Italia. Il V volume fu stampato a Bologna da Zanichelli, nel 1894, e con esso rimane incompleta l'opera.
Il volume narra buona parte della storia d'Italia, dagli esordi all'età moderna, abbracciando il lungo periodo che va dalla calata di Carlo VIII fino alla elezione di Carlo V ad imperatore, comprendendo la prima spedizione francese, la guerra di Cambray e le invasioni di Luigi XII.
Il De Leva, per introdurre le origini della riforma luterana, si sofferma delle condizioni morali della Chiesa, dei pontificati di Sisto IV e di Alessandro VI, delle prediche del Savonarola, dei filosofi del Rinascimento.
Il secondo volume, uscito non molto dopo, conduce il lettore alla incoronazione di Bologna, e comprende, tra l'altro, la narrazione del sacco di Roma e della impresa napoletana del Lannoy. Già in questo volume gli avvenimenti politici, sebbene trattati con sufficiente ampiezza, abbandonano in qualche modo il campo ai fatti dello spirito. In maggiori proporzioni, questo si verifica nel terzo volume, il quale si arresta al trattato di Crépy. Qui ormai la questione religiosa la vince, nell'animo dello storico, sulle preoccupazioni della politica. Il De Leva non parteggiò mai per la riforma protestante; poiché egli giudicò sempre che se una riforma ecclesiastica, nell'epoca del Rinascimento, era necessaria, questa dovea essere interna, non esterna alla Chiesa.
Meno che mai fece suo, il pensiero dei nostri filosofi, e dei nostri politici d'allora. Anzi nel terzo volume della sua opera vediamo com'egli giudica dello scetticismo teorico del Pomponazzi e dello scetticismo pratico del Machiavelli e del Guicciardini. Il vizio che il De Leva sopra tutto combatte in costoro è la mancanza di Fede religiosa, il "vuoto della coscienza". Minore relazione hanno colla storia d'Italia il volume IV e il V, dedicati alla narrazione delle trattative corse tra Carlo V e il Papato, por l'apertura del Concilio e per la riforma della Chiesa.
Il volume IV si ferma alla promulgazione dell'interim religioso in Germania, ed il V prende le mosse dalle incertezze sulla sua interpretazione e più ancora dalle difficoltà cui si andava incontro nel dare esecuzione al medesimo. Quest'ultimo volume, dunque, dalla contestazione di Passau, conduce la narrazione fin quasi alla fine dell'impero di Carlo V. L'opera, come detto, era mancante dell'ultimo volume.

## Opere
- Storia documentata di Carlo V in correlazione all'Italia, 5 voll., 1863-1894.
- Giuseppe De Leva (a cura di), La legazione di Roma di Paolo Paruta, 3 voll., Venezia, Regia deputazione veneta di storia patria, 1886-1887.
  -  La legazione di Roma di Paolo Paruta, vol. 2, Venezia, Regia deputazione veneta di storia patria, 1887.